# Middletown (Maryland)
Middletown é uma cidade  localizada no estado americano de Maryland, no Condado de Frederick.

## Demografia
Segundo o censo americano de 2000, a sua população era de 2668 habitantes.
Em 2006, foi estimada uma população de 2856, um aumento de 188 (7.0%).

## Geografia
De acordo com o United States Census Bureau tem uma área de 4,4 km², dos quais 4,4 km² cobertos por terra e 0,0 km² cobertos por água. Middletown localiza-se a aproximadamente 205 m acima do nível do mar.

## Localidades na vizinhança
O diagrama seguinte representa as localidades num raio de 12 km ao redor de Middletown.